# Campionati europei di sollevamento pesi 1904
I Campionati europei di sollevamento pesi 1904, 8ª edizione della manifestazione, si svolsero ad Amsterdam il 24 gennaio 1904.

## Formula
La formula prevedeva sei serie di sollevamenti:
- due sollevamenti a distensione a due mani;
- due sollevamenti a slancio a due mani;
- due sollevamenti a oltranza a due mani su pesi di circa 80 kg.

## Resoconto
Si disputarono in formato "Open", senza limiti di peso. Al primo e al terzo posto si classificò la Germania, al secondo un atleta olandese.

## Risultati
| Evento | Oro              | Oro      | Argento       | Argento  | Bronzo            | Bronzo   |
| ------ | ---------------- | -------- | ------------- | -------- | ----------------- | -------- |
| Open   | Heinrich Neuhaus | 270,5+10 | Adrian Spruyt | 245,0+17 | Fritz Eickeltrath | 250,0+14 |

## Medagliere
| Posiz. | Nazione     | Oro | Argento | Bronzo | Totale |
| ------ | ----------- | --- | ------- | ------ | ------ |
| 1      | Germania    | 1   | 0       | 1      | 2      |
| 2      | Paesi Bassi | 0   | 1       | 0      | 1      |
| Totale | Totale      | 1   | 1       | 1      | 3      |